# Pyta.pl

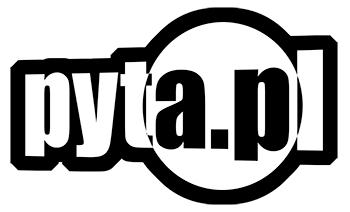
Pyta.pl-Logo

Pyta.pl ist ein polnischsprachiges, satirisches Videoblog, das im Jahre 2005 von Mikołaj „Jaok“ Janusz und Piotr „Koza“ Kozerski erschaffen wurde. In jeder Folge wird von öffentlichen Ereignissen (in der Regel von politischem Charakter) berichtet, bei denen die Autoren kontroverse Fragen an die Teilnehmer richten.
Im Jahre 2006 wurde von den Schöpfern des Videoblogs ein Kanal auf YouTube eingerichtet, auf dem bis heute die Aufnahmen von Pyta.pl publiziert werden. In den Jahren 2012–2013 wurden die Folgen auf RBL.TV gesendet und erst später im Internet verbreitet. Im Jahre 2013 wurden die Blogreportagen auch im Rahmen des zyklischen Kabarettabends „Gott sei Dank, es ist Wochenende“ auf TVP2 gesendet.

## Rezeption

### YouTube
Am 28. Mai 2012 befand sich Pyta.pl unter den Top 10 der besten YouTuber in Polen, das Portal nahm den 10. Platz ein. In der von dem Service interaktywnie.com vorbereiteten Bewertung „berücksichtigte man Autoren mit über 10 Millionen Aufrufen, deren Tätigkeitsprofil ähnlich war (hauptsächlich Unterhaltung), der einen eigenen Inhalt angeboten und mindestens ein Upload in den letzten drei Monaten getätigt hat“.
Aufgrund des Teamzerfalls wurde im Jahre 2016 ein neuer YouTube-Kanal gegründet, der damit die Einschaltquote Statistik in dem Service wieder auf Null brachte.

### Medien
2007 erwähnte die Wochenzeitung „Wprost“ die Autoren des Kanals unter den fünf potenziellen Stars des polnischen Internets. Von dem Radio-Medium Publiczne wurde das Programm als „ein ganzes Stück Geschichte des polnischen Internets oder sogar des polnischen Journalismus“ bezeichnet. Im Jahre 2012 nannte das Portal Gazeta.pl die Autoren des YT-Kanals als die besten Provokateure Polens, die „im Alltag allen den letzten Nerv rauben konnten, sowohl denjenigen, die TV TRWAM verteidigen, als auch denjenigen, die um die Adoptionsrechte der Homosexuellen kämpfen“. Im selben Jahr erwähnte die Wochenzeitschrift „Newsweek“ Pyta.pl als ein kontroverses Videoblog, die Monatszeitschrift CKM dagegen beschrieb die Reporter des Vlogs als die Autoren des „Kultvideoservice im Internet“.
Im September 2006 stellte die Tageszeitung „Życie Warszawy“ fest, dass Pyta.pl mit der Rechten Szene sympathisiert und sich auf die Provokationen spezialisiert, die die Linke-Kreise treffen soll. 2013 teilte das Magazin „Komputer Świat“ mit, dass die Filme des Videoblogs „meisterhaft die Naivität und Komplexe einiger sozialen Gruppen entblößen, die sich hauptsächlich auf der rechten politischen Szene konzentrieren“.

### Wissenschaftliche Literatur
In der wissenschaftlichen Literatur werden die Autoren von Pyta.pl als ein Beispiel von Bloggern bezeichnet, die sich „auf eine einzige Art der Inhalte beschränken, die auf ihren Seiten publiziert werden, aber sie sind gleichzeitig qualitativ inkonsequent“, indem sie meinen, dass „in der zurzeit im Internet herrschenden Situation irgendeines Typologisieren der Blogs das Ziel verfehlt“ (Graszewicz, 2013). Der Blog wird unter den Programmen aufgezählt, die „allgemein im Internet zugänglich sind und sich einer großen Beliebtheit erfreuen“, zugebend, dass „sie eine große Konkurrenz für das Fernsehen darstellen, weil sie in keine konkreten Zeitrahmen eingeschrieben sind, an die wir uns halten müssen“ (Kruszynski, 2015).

## Verbindungen mit anderen Medien

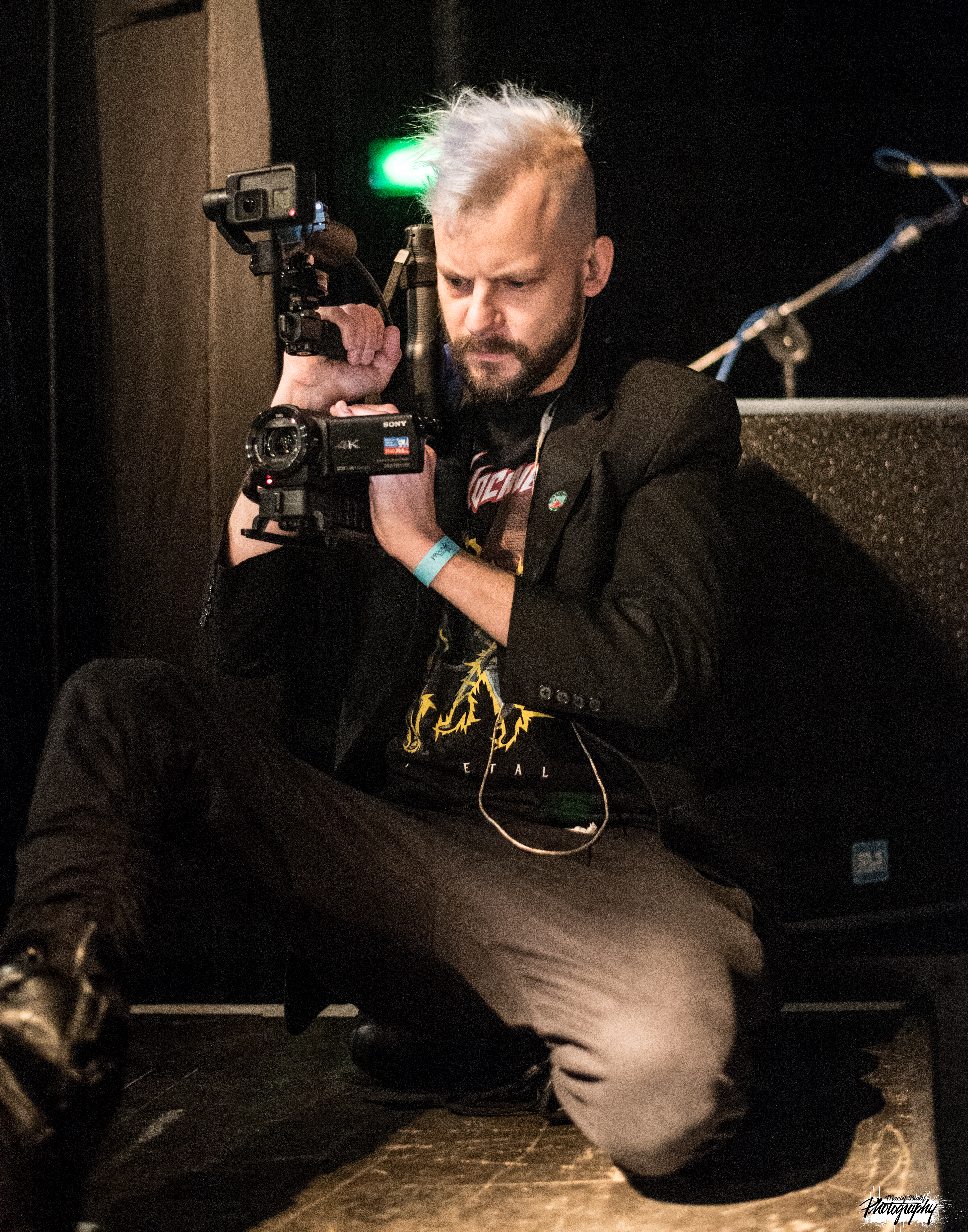
Mikołaj „Jaok“ Janusz (2017)

- Die Videoblogautoren fangen mit YT-Aktivitäten parallel eine Arbeit in den traditionellen Medien mit selbständigen Programmen an.[15] Als Autorengruppe Pyta.pl haben sie Meinungsumfragen auf den Straßen für Tele 5 gemacht, in den Jahren 2012–2013 führten sie wöchentlich das Programm „PTOK“ im Radio TOK FM, in den Jahren 2014–2015 moderierten sie das wöchentliche Programm Pyta nie na sniadanie.[16]
- Von Dezember 2012 bis 2013 wurden die Programmfolgen anfangs auf RBL.TV gesendet, erst später nach einer Woche (und einigen Wiederholungen bei RBL.TV, die im Internet veröffentlicht wurden).[17]
- Das Team von Pyta.pl zeichnete im Jahre 2013 Kurzfilme auf, die die aktuellen Ereignisse im Rahmen des Unterhaltungsprogramms „Dank sei Gott, es ist Wochenende“ im TVP2 präsentierte[18], zum Beispiel Pyta.pl – Was ist mit der Kultur? (die Reporter haben die Passanten nach ihrem kulturellen Geschmack gefragt)[19], oder Pyta.pl – Wer soll Papst werden? (die Folge über die Amtsniederlegung des Papstes Benedikt XVI.)[20].
- Pyta.pl produzierte auch den Film „Komisarz Puk i Brojlery Nieuprzejmości“ (2014)[21]. Drehbuchautor und Regisseur war Mikolaj „Jaok“ Janusz, Bilder und Schnitt machte Piotr „Koza“ Kozerski, die ganze Produktion leitete Grzegorz Zacharjasiewicz[22].
- 2016 gab Jaok das Buch „Pyta.pl polowanie na frajerów“ heraus, das bei dem Verlag Czerwone i Czarne erschien. In dem Buch sind unter anderem die Hintergründe der Programmproduktion beschrieben.[23]

## Vermächtnis
Pyta.pl gehört zu den ältesten polnischen Kanälen auf YouTube, Pyta.pl schuf die Grundlagen für Erfolge der nachfolgenden polnischen Youtuber. z. B. AbstrachujeTV.